# Ère Kyūan
L'ère Kyūan (久安), aussi romanisé en Kyū-an, est une des ères du Japon (年号, nengō, lit. « nom de l'année ») après l'ère Ten'yō et avant l'ère Ninpei. Cette ère couvre la période allant du mois de juillet 1145 au mois de janvier 1151. L'empereur régnant est Konoe-tennō (近衛天皇).

## Changement d'ère
- 25 janvier 1145 Kyūan gannen (久安元年?) : Le nouveau nom de l-ère est créé parce qu'une comète a été vue dans le ciel durant le 7e mois de Ten'yō gannen[3]. Le nom de la nouvelle ère est créé pour marquer un événement ou une série d'événements. L'ère précédente se termine là où commence la nouvelle, en Ten'yō 1, le 22e jour du 7e mois de 1145[4].

## Événements de l'ère Kyūan
- 1145 (Kyūan 1, 8e mois) : La mère de l'ancien empereur Sutoku, Taiken-mon In, meurt[3].
- 1146 (Kyūan 2, 2e mois) : L'empereur Konoe rend visite à l'empereur Toba-no-Hōō[3].
- 1146 (Kyūan 2, 12e mois) : Konoe se joint à une célébration honorant le régent sesshō Fujiwara no Tadamichi pour son 58e anniversaire[5].
- 1148 (Kyūan 4, 6e mois) : Le palais impérial est consumé par les flammes[6].
- 1150 (Kyūan 6,1re mois) : Konoe assume le rôle d'un adulte mature et épouse Fujiwara-no Tokoku qui a été élevée par le sadaijin Fujiwara-no Yorinaga. Tokoku est la fille du dainagon Taira-no Kiyomori. Cette épouse devient kōgū (première impératrice)[6].
- 1150 (Kyūan 6, 3e mois) : Konoe se marie de nouveau, cette fois avec une fille élevée par le régent sesshō Fujiwara-no Tadamichi. Elle est la fille du dainagon Fujiwara-no Koremichi. Cette épouse devient chūgyo (seconde impératrice). Konoe est tellement amoureux de sa seconde épouse qu'il néglige sa première femme ce qui cause des désordres au sein du kugyō, particulièrement entre Tadamichi et Yorinaga[6].
- 1150 (Kyūan 6, 12e mois) : Le régent sesshō Minamoto-no Tadamichi, démissionne de sa fonction et est nommé daijō daijin. Durant ce même mois, Minamoto-no Yoshikane devient chef du clan Ashikaga dans la province de Shimotsuke[6].